# Masque Bodi

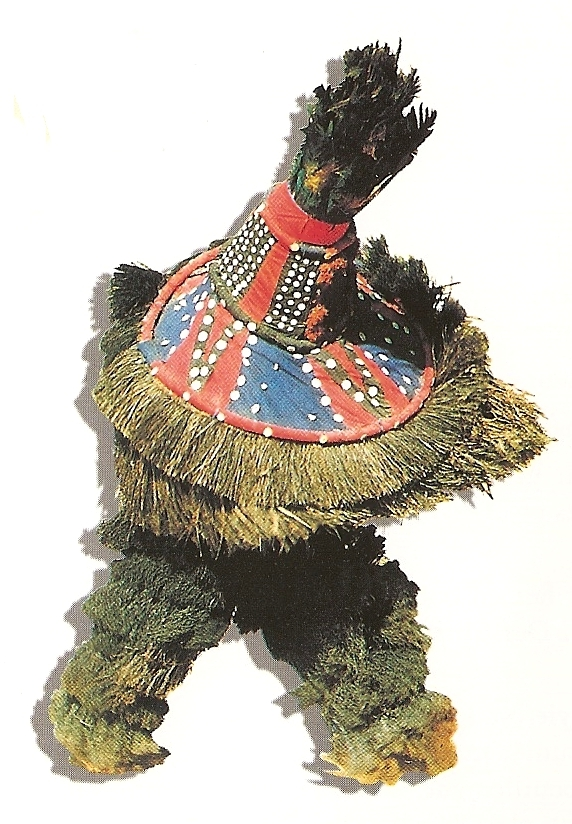
Masque Bodi

Le masque Bodi est un masque traditionnel gabonais propre au groupe ethnique Pové dans la province de l'Ogooué-Lolo (Gabon) et précisément dans le canton Lolo-Wagna. Seuls les initiés prennent part aux cérémonies de danse de celui-ci et la langue initiatique est exclusivement Pové. 

## Origine
Le Bodi est une création pové du clan Ndzobet, qui naît à "Ngama na bindzi" village mieux connu sous le nom de Kouagna dans le canton Lolo-Wagna. Ne dit-on pas:<< Bodi nanga na tsènguè étsini Ngama na Bindzi, ou encore É sambou ba Ngama bodi bou sambou nanga na ntsèguè>>.  
Aucun village Pové ne peut en posséder un, sans l'aval des anciens de Ngama na Bindzi et de la présence de Kokolongo mère de tous les Bodi pour en bénir l'acquisition à la suite d'une cérémonie prévue pour l'occasion. 

## Description
La partie supérieure du masque sur la photo ci-dessus mesure environ 1 m et sa circonférence est de 2 m. La hauteur jusqu'à la coiffure de plumes correspond à la taille moyenne d'un homme (environ 1,60 m).
Il est fabriqué avec du raphia et du "musètè", une liane qui pousse dans la forêt primaire. Les tissus de couleur rouge et noire qui en couronnent la partie supérieure sont constitués de raphia colorié, et sont ornés de coquillages. Les plumes placées sur la tête sont celles de l'aigle, appelé "mbéla" en pové.

## Utilisation
Ce masque est l'affaire des hommes initiés au Bodi, il faut déjà s'être initié au Mwiri pour prétendre s'initier au Bodi. 
Il est arboré le soir avant le coucher, dans le village. Au cours des cérémonies organisées à l'occasion d'un enterrement, cérémonie d'initiation ou naissance d'un nouveau Bodi ou de la venue d'une personnalité importante mais initié.
Il peut être utilisé pour protéger des sorciers les enfants d'une femme qui en a perdu en bas âge. 